# Folke Lind (konstnär)
Folke Arvid Mikael Lind, född 14 april 1931 i Göteborg, död 29 april 2017 i Göteborg, var en svensk målare och grafiker.
Han var son till sysslomanen Einar Lind och Hanna Fischer. Lind studerade konst för Nils Wedel vid Slöjdföreningens skola samt för Endre Nemes och Torsten Renqvist vid Valands målarskola i Göteborg 1954–1956 och under studieresor till Nederländerna, Italien, Frankrike och England. Under sin studietid medverkade han i Valands elevutställningar 1955–1956 och i Decemberutställningarna på Göteborgs konsthall samt på Rackstadmuseet i Arvika.
Han ställde ut tillsammans med 14 Göteborgskonstnärer på Göteborgs konsthall 1963. Han tillhörde tillsammans med Bertil Berg, Roj Friberg, Bernt Jonasson, Åke Nilsson och Gunnar Thorén under 1960- och 1970-talet konstnärsgruppen Sex aspekter som ställde ut på ett flertal platser. Hans konst består av stilleben, porträtt, figurer, och landskap i olja, pastell eller gouache och grafiska blad. Bland hans mer kända målningar märks Mutation från 1970 som var en kommentar till genteknikens konsekvenser, målningen kan ses på Moderna museet i Stockholm. Som illustratör medverkade han i Folket i Bild och Volvos tidskrift Ratten. Lind är representerad vid Moderna museet, Göteborgs konstmuseum, Kalmar konstmuseum, Borås konstmuseum, Västerås konstmuseum, Bohusläns museum och Eskilstuna konstmuseum. Folke Lind är begravd på Örgryte nya kyrkogård.